# Sojuz TMA-11M
Sojuz TMA-11M è un volo astronautico verso la Stazione Spaziale Internazionale (ISS) e parte del programma Sojuz, ed è il 120° volo con equipaggio della navetta Sojuz dal primo volo avvenuto nel 1967.

## Equipaggio
| Ruolo               | Equipaggio                                          | Equipaggio                                          |
| ------------------- | --------------------------------------------------- | --------------------------------------------------- |
| Comandante          | Michail Tjurin, Roscosmos Expedition 38 Terzo volo  | Michail Tjurin, Roscosmos Expedition 38 Terzo volo  |
| Ingegnere di volo 1 | Richard Mastracchio, NASA Expedition 38 Quarto volo | Richard Mastracchio, NASA Expedition 38 Quarto volo |
| Ingegnere di volo 2 | Koichi Wakata, JAXA Expedition 38 Quarto volo       | Koichi Wakata, JAXA Expedition 38 Quarto volo       |

### Equipaggio di riserva
| Ruolo               | Equipaggio               | Equipaggio               |
| ------------------- | ------------------------ | ------------------------ |
| Comandante          | Maksim Suraev, Roscosmos | Maksim Suraev, Roscosmos |
| Ingegnere di volo 1 | Gregory Wiseman, NASA    | Gregory Wiseman, NASA    |
| Ingegnere di volo 2 | Alexander Gerst, ESA     | Alexander Gerst, ESA     |

## Descrizione missione
TMA-11M ha trasportato la torcia olimpica, utilizzata per il percorso della fiamma olimpica in occasione dei XXII Giochi olimpici invernali di Soči 2014, sulla Stazione Spaziale Internazionale, portando per la prima volta questo simbolo dei Giochi nello spazio.